# DIN 5009
Die DIN 5009 „Text- und Informationsverarbeitung für Büroanwendungen – Ansagen und Diktieren von Texten und Schriftzeichen“ bietet Regeln für die gesprochene Ansage von danach zu schreibenden Texten. Damit unterstützt sie neben dem klassischen Phonodiktat speziell die mündliche Kommunikation über korrekt niederzuschreibende Namen und Texte (beispielsweise am Telefon).
Sie legt auch Benennungen für zahlreiche Schrift- und Sonderzeichen fest, wie sie nicht nur für mündliche Kommunikation, sondern auch für schriftliches Lehrmaterial bedeutsam sind.

## Inhalt
Für die anzusagenden Texte werden drei Detaillierungs-Ebenen unterschieden:
- Auf der Ebene der Einzelzeichen werden für in Text- und Informationsverarbeitung gebräuchliche Schriftzeichen (Buchstaben, Ziffern, diakritische Zeichen, Satz- und Sonderzeichen) Benennungen geboten.
- Auf der Ebene der Einzelwörter werden Regeln zum Buchstabieren geboten, um die genaue Schreibung sprachlich eindeutig wiedergeben zu können.
Auch zur Ansage von Zahlen, Datumsangaben, Internet-Adressen (URLs) und E-Mail-Adressen werden Regeln geboten.
- Auf der Ebene zusammenhängender Texte werden weiterhin Diktierregeln geboten, die im Wesentlichen unverändert zur 1996 erschienenen Vorversion der Norm sind. Solche Regeln betreffen beispielsweise Schriftauszeichnungen und andere Hervorhebungen, Aufzählungen, Absatz- und Seitenformatierungen. Somit ist das klassische Phonodiktat weiterhin abgedeckt.

### Zeichenbenennungen
Es sind Benennungen für alle Schriftzeichen gegeben, die im mit Stand Ende 2021 aktuellen Entwurf der DIN 91379 gelistet sind (siehe DIN 91379 „Zeichen und definierte Zeichensequenzen in Unicode für die elektronische Verarbeitung von Namen und den Datenaustausch in Europa, mit CD-ROM“), außer den griechischen und kyrillischen Buchstaben. Damit ist sichergestellt, dass sämtliche Namen und Namenstransliterationen mit sämtlichen Sonderbuchstaben und diakritischen Zeichen in mündlicher Kommunikation (beispielsweise am Telefon) eindeutig und verständlich kommuniziert werden können (speziell im Amtsverkehr, aber genauso in Wirtschaft und Privatbereich).
Genauso sind Benennungen für alle Schriftzeichen gegeben, die laut der 2023 erschienenen Fassung der Tastaturnorm DIN 2137-01:2023-08 mit der Tastaturbelegung E1 eingegeben werden können, mit Ausnahme eines Teils der dort mit der „Ring-und-Mathematik-Wahltaste“  (Alt Gr + o) eingebbaren mathematischen Sonderzeichen.
Bei der Auswahl der gelisteten Benennungen wurden nach Möglichkeit deutschsprachige Benennungen verwendet, die auch
- ohne Lateinkenntnisse,
- ohne Kenntnis einer Sprache, die das Zeichen verwendet (speziell bei diakritischen Zeichen),
- und ohne Kenntnis der Fachsprache des Bleisatzes eingängig sind.

Damit soll der Lernaufwand unabhängig vom kulturellen Hintergrund des Lernenden nicht unnötig hoch sein.
Beispiele:
- Dachakzent statt Zirkumflex,
- Hakenstrich statt Cedille,
- Langstrich statt Halbgeviertstrich (so schon in der 2020 erschienenen Ausgabe der DIN 5008),
- Rückstrich statt nicht deutschsprachig Backslash,
- Halbhochpunkt statt Mediopunkt (Latein), Mittepunkt (Bleisatz-Fachbegriff mit unüblicher Wortformung), Mittelpunkt (häufig mit anderer Bedeutung verwendet, daher missverständlich und somit nicht eingängig) oder Hochpunkt (missverständlich, da andere Höhenlage als das Hochkomma).

#### Hauptteil der Norm und Beiblatt
Die Benennungen für die in europäischen Amtssprachen verwendeten lateinschriftlichen Buchstaben und diakritischen Zeichen sind im Hauptteil genannt. Das gilt auch für Vietnamesisch als einzige bedeutende lateinschriftliche Immigrantensprache mit darüber hinausgehenden Zeichen.
Die Benennungen der übrigen Buchstaben und diakritischen Zeichen sowie aller Satz- und Sonderzeichen sind im Beiblatt 1 „Ansage, Benennung und Tastatureingabe von Sonderbuchstaben und Sonderzeichen“ gelistet, zusammen mit ihrer Eingabe mit der Tastaturbelegung E1. Soweit Satz- und Sonderzeichen auch im Anhang H.1 „Tabelle der Satz- und Sonderzeichen“ der DIN 5008:2020-03 gelistet sind, stimmen die Angaben überein.

### Buchstabierregeln und Buchstabiertafel
Beim Buchstabieren werden Schriftzeichen in der Schreibreihenfolge angesagt. Dabei gilt für diakritische Zeichen, dass sie vor dem Grundbuchstaben anzusagen sind, weil sie auf der Computertastatur als Tottasten vor dem Grundbuchstaben einzugeben sind.
Die 26 Buchstaben des lateinischen Grundalphabets werden statt mit ihren in der Norm gelisteten Namen („A“, „Be“, „Ce“, …) mit einem Ansagewort gemäß einer Buchstabiertafel angesagt.
- Dazu enthält die Norm eine neu entwickelte „Deutsche Buchstabiertafel für Wirtschaft und Verwaltung“, die überwiegend aus deutschen Städtenamen besteht.[1][2]
- Wenn von den ansagenden und hörenden Personen gewünscht, kann auch das ICAO-Alphabet (das von der International Civil Aviation Organization herausgegebene „Radiotelephony Spelling Alphabet“, umgangssprachlich als „NATO-Alphabet“ bekannt) angewendet werden, wie es auch in Seefahrt, Luftfahrt und allgemein im internationalen Funkverkehr verwendet wird. Diese Buchstabiertafel ist mit genauen Angaben zur Aussprache in einem informativen Anhang wiedergegeben.
- Außerdem weist die Norm darauf hin, dass in speziellen Bereichen (wie dem innerdeutschen Feuerwehr-[3] und Rettungswesen[4]) weiterhin die auf Vornamen beruhende „postalische Buchstabiertafel“ in der Fassung von 1950 verwendet wird, und dass die für Wirtschaft und Verwaltung gedachte DIN 5009 hier keine Änderung einfordern, sondern höchstens anregen will.[5] Auch diese Buchstabiertafel ist in einem informativen Anhang zur Geschichte der postalischen Buchstabiertafel gelistet.

Sonderbuchstaben (sofern nicht ein eigener Name gelistet ist, wie „Eszett“ für „ß“) werden mit einem speziellen Ansagewort vor dem Grundbuchstaben angesagt, beispielsweise (bei Verwendung der Buchstabiertafel der ICAO) „Umlaut Alfa“ für „ä“ oder „Island Tango“ für „þ“.

### Zahlen und Datumsangaben
Die Regeln sind gegenüber denen aus der Vorgängerausgabe von 1996 im Wesentlichen unverändert. Nur bei der Ansage von Jahreszahlen wird der zum Herausgabezeitpunkt üblichen Gewohnheit gefolgt, diese ohne „hundert“ anzusagen. So wird die Jahreszahl 1996 als „neunzehn sechsundneunzig“ angesagt.

### Internet- und E-Mail-Adressen
Ergänzend zu den allgemeinen Ansageregeln für Sonderzeichen und den Buchstabierregeln für Wörter ist hier beispielsweise geregelt, dass das Adresszeichen „@“ als „at“ (in englischer Aussprache) angesagt werden kann, und der Kurzstrich „-“ ausschließlich in solchen Adressen als „Minus“, während diese Ansage ansonsten ein Minuszeichen benennt.

## Geschichte
Die erste Ausgabe der DIN 5009 erschien im Juni 1983, damals noch unter der Bezeichnung Regeln für das Phonodiktat. Im Dezember 1996 erschien eine nochmals vereinfachte Überarbeitung unter dem Titel „Diktierregeln“. Diese Ausgaben hatten das klassische Phonodiktat als Hauptthema und legten in diesem Zusammenhang Regeln für ein schreibgerechtes Diktieren fest.

### Überarbeitung 2020–2022
Die Fassungen von 1983 und 1996 zitierten die postalische Buchstabiertafel in der Fassung von 1950, in der die Eingriffe der Nationalsozialisten von 1934 (Tilgung von als „jüdisch“ angesehenen Vornamen) in die 1905 erstmalig erstellte und zuvor zuletzt 1926 revidierte Buchstabiertafel nicht vollständig zurückgesetzt waren.
Im November 2019 regte der baden-württembergische Beauftragte gegen Antisemitismus, Michael Blume an, dass dort für „N“ wieder das 1905 eingeführte und 1926 beibehaltene „Nathan“ gelistet werden sollte. Auf diese Anregung hin beschloss das Deutsche Institut für Normung, die Regelung dahingehend zu überprüfen.
Ende November 2020 beschloss der zuständige DIN-Arbeitsausschuss, die Norm neu zu fassen und dafür eine Buchstabiertafel zu erarbeiten, die überwiegend aus deutschen Städtenamen besteht. Von einer Aktualisierung der Vornamentabelle wurde abgesehen, weil es sehr schwierig sei, damit die kulturelle Diversität der deutschen Bevölkerung widerzuspiegeln.
Um ein Zeichen zu setzen, wurde (zusätzlich zur normativen „Deutsche Buchstabiertafel für Wirtschaft und Verwaltung“) symbolisch im informativen Anhang „Postalische Buchstabiertafel“ eine Neufassung der postalischen Buchstabiertafel wiedergegeben, die auf der Fassung von 1926 beruht und somit die durch das NS-Regime getilgten Vornamen und Begriffe wieder aufnimmt.
Bei der Gelegenheit wurde die Norm auch mit dem Ziel erweitert, die aktuellen Anforderungen zur kulturellen Vielfalt zu berücksichtigen und Buchstabierregeln für Namen mit im Deutschen nicht üblichen Buchstaben und diakritischen Zeichen aufzunehmen.